# Верные враги
Верные враги — роман белорусской писательницы Ольги Громыко. Одна из частей книг про вымышленное государство Белорию, является рассказом о «Противостоянии» — магической войне, упомянутой в произведениях «Ведьминской серии» («Профессия: ведьма», «Ведьма-хранительница», «Ведьмины байки», «Верховная Ведьма»).

## Сюжет
Шелена в корчме «Волчья пасть» узнает, что её заклятого врага — мага-практика Вереса забили до смерти пьяные селяне, а тело выбросили в овраг. Возвращаясь домой, она решает взглянуть на тело, но обнаруживает, что маг жив. Женщина забирает его с собой в хижину в лесу и пытается вылечить.
По ходу сюжета мы узнаем о жизни Шелены: она приезжает в небольшие города, уживается, пока местные люди не узнают в ней оборотня и не пытаются уничтожить. Ночью оборотниха оборачивается и охотится в лесу. Днем Шелена работает помощником знахаря, не ведающего, что оборотни по запаху определяют вид растения, его применение и сочетание с другими.
Ученик мага, Рест, неуклюже пытается мстить Шелене (увидев на дне оврага следы оборотня, он делает вывод, что Шелена благополучно поужинала мастером, то бишь Вересом), пока не узнаёт, что мастер жив, и, понимая бессмысленность своих намерений, напрашивается жить вместе с выздоравливающим Вересом в обмен на уборку и готовку. Последнее у него получается не очень хорошо.
Но в Выселке появляются страшные существа: вурдалак (опасный результат «любви» оборотня и волка) и некий огромный полупрозрачный зверь, которого нет в магических справочниках. На него-то и натыкается героиня, когда проведывает своего друга, гнома Карст-э-лата. Зверя она убивает, но понимает, что раскрыла свою сущность, и быстренько смывается (прихватив по ошибке друидский меч-даркан), пока гном не поднял тревогу.
Вместе с конём, Рестом и Вересом они направляются в путь, зная, что за ними скоро пошлют погоню. Попутно выясняется, что Верес, для скорейшего выздоровления прочитал какое-то заклинание с множеством побочных эффектов, таких как волчий аппетит и возможность пользоваться только десятой частью своей магии. По дороге они встречают молодого дракона Мрака — друга Вереса. Тот передает новость, что Делирна, правительница дриад, погибла. Дракону меньше 50 лет, поэтому тот может превращаться в человека, причем без раздеваний-одеваний, как Шелена. Только хищные красные глаза выдают Мрака, который вынужден связывать их повязкой, что, впрочем, не мешает ему все видеть.
По пути друзья продают лошадь, взамен Верес ловит кэльпи — водяные создания, подманивающие людей в проруби. Этих лошадей можно использовать только зимой, поскольку как только они учуют открытую воду, прыгнут в прорубь и снова превратятся в речные течения. Компания решает навестить дриад, где узнают, что Правительница погибла от рук неизвестного зверя. Кроме того, её беспокоит, что Ковен магов (организация, куда входит каждый маг, и откуда выперли Вереса) решил убрать магическое наблюдения с пустошей в связи с нехваткой средств. Делирна попросила разобраться, чтобы друзья направились к эльфам, с которыми они повздорили из-за якобы украденного артефакта. Попутно дриады выделяют честной компании сотню лучниц.
По пути к эльфам они находят избушку, где решили заночевать. Там живут две сестры с явно эльфийскими корнями — восьми и шестнадцати лет. К утру на них нападают расквыры и вурдалак, в результате чего старшая Данка погибает, а младшую, Вирру, забирают с собой, думая оставить у эльфов. Прекрасное эльфийское царство встречает их неприветливо, Морриэль, главный эльфийский маг (и бывший одноклассник Вереса), чуть не раскрыл Шелену, но обошлось. Эльфы отказались помогать людям (точнее магу, дракону, оборотню и недо-магу), пока те не найдут любимый артефакт Плодородия.
Верес и Шелена роются в покоях эльфийского правителя Ллиотарэля, когда Шелена чувствует, что за ними наблюдают из-за зеркала. Чтобы сбить шпиона с толку, она имитирует разделение ложа с Вересом, тот колдует и стекло разбивается. За ним открывается проход, и Шелена бежит за эльфом, который влетает в комнату Шелены и Вирры и внезапно умирает. Приходят Верес с драконом и Рестом, обыскивают труп, находя интересные вещицы. Самой интересной с них оказался тот самый жезл Плодородия. Эльфы рады и соглашаются помочь в случае надобности. И отдают в распоряжение нашей компашке двести эльфов(сказалось дурное влияние дриад).
Ночью герои участвуют в пьянке, после которой Рест теряет девственность с фантомом прекрасной эльфийки, созданной специально для дорогих гостей («… может лопнуть? — Да. Только Ресту не говори.»).
По дороге путешественники находят село Лещинку с полностью вырезанным населением. Это сделали невидимые твари, которые начали преследовать героев до города Подгорья. Там, в корчме, от случайного ухажера Шелена узнает, что Вирра — не кто иная, как отпрыск эльфийского клана убийц (лайне). Таким образом смерть шпиона в Ясневом граде становится вполне объяснимой.
Дальше путь шел к гномам. Хитро замаскировавшись в обозе на Стармин (в котором был и маг, отдающий указания невидимым тварям), друзья неожиданно сбили вражьего мага с ног и помчали в горы, к гномам.
У гномов была своя проблема — василиск, который был, по их словам, огромным, неуязвимым и требующим 50 гномьих девственниц. Что сбило Вереса с толку, потому как василиски, обычно, — неразговаривающие небольшие пугливые ящеры. Они с Шеленой отправились вместо 50 девственниц (который все равно бы не наскребли — из-за уменьшения их количества естественным путём), и наткнулись на шайку магов с картой круга. Верные враги магов раскидали и несчастного василиска (с которого враги делали морок) отпустили.
Гномы устроили им грандиозную пьянку, подарки и показали дорогу к троллям. Они поклялись, что в случае опасности наши герои могут воспользоваться услугами всего гномьего клана (никак заразившись от эльфов и дриад).
Также на протяжении путешествия, читатели узнают, что ребёнок Шелены от человека, не захотевшего смириться с её сущностью, погиб от рук магов. Кроме того, эти самые маги пытали Шелену, после чего завалили хижину и ушли, думая, что та не выживет. Та выжила и, скорее всего, её подобрала Делирна, отнесла в Ясневый град и вылечила (хотя в книге прямо об этом не говорится).
Выясняется, что Вереса обвинили в поднятии мертвецов, без упокоения их обратно. Из опасения, что подозрения упадут на его подружку (которая через неделю умерла от когтей оборотня, а на деле инсценировала свою смерть. Причём именно после её «смерти», Верес даёт клятву истреблять оборотней), он не даёт считать свои мысли. Из-за большого количества косвенных улик и отсутствия прямых, Вереса изгнали из Ковена и выкинули из города. Мрак подобрал его, уже не совсем вменяемого и неспособного пошевелиться, и отвез к Делирне. С её помощью Верес встал на ноги, но больше не верил ни в дружбу, ни в любовь.
Смирившись с судьбой, компания уже сама собирает войско, и ради этого идёт к троллям. У троллей Верес наелся галлюциногенных грибов, запугал троллей и добился их помощи в случае чего. А сами путники отправились на подсмотренное Шеленой место возможного формирования нового ведьминого круга. Все улики указывали на то, и ребята хотели застать разбойников на месте преступления. Они заночевали в лесу, и Шелена с Рестом отправились на поиски хвороста. А нашли неприятности: оказывается, за Шеленой охотились, а из-за глупости мальчишки они попались. Их занесли в хижину, связали, оборотниху опоили снадобьями, чтобы она не могла превратиться. Им удалось выбраться, но далеко убежать они не успели. Враги нагнали их и подстрелили Шелену серебряной стрелой. Они бы умерли, если бы друзья не забеспокоились длительным отсутствием и не пришли на помощь.
Верес еле вытащил Шелену с того света, в найденной в лесу избушке, используя свои некромантские способности (один обряд — один год жизни). Шелена потихоньку выздоравливала, и с ужасом осознала, что ей нравится запах Вереса.
Вскоре пришли хозяева избушки — бывший друг Вереса — Марен и его жена Лиара. Они услышали историю друзей, поверили в неё и обещали помочь, отправив призыв в Ковен.
Понимая, что час стычки близок, Верес отправил четырём расам — эльфам, дриадам, гномам и троллям — разные по стилю, но одинаковые по смыслу послания. Когда все подтянулись, герои пошли к полю, не понимая, где враг. Круг должен вот-вот открыться, а чтобы его приготовить нужно время. Как вдруг момент настал — из ничего вырос огромный черный замок. Круг открыли с той стороны.
Разведчики вернулись ни с чем. Ворота заколдованы, их не видно, а сделать видимыми можно только изнутри. Шелена в волчьем обличье решает вскарабкаться на замок с Вересом на спине, чтобы он расколдовал связку («Ну что мне стоило сделать вид, что в этой ипостаси я умею только рычать?!»). Но их ловят, Шелену насильно превращают в человека и тащат к главной затейнице — Тайринн, той самой «мертвой» подруге Вереса. Она виснет у него на шее, предлагает присоединиться. Они хотели создать свой, новый Ковен магов, а загрызни — невидимые твари — нужны были для повиновения. Тайринн извиняется за сфабрикованную смерть, но Ксандр (глава Ковена) начинал её подозревать, и пришлось ретироваться. Верес целует Тайринн. Так же оборотниха видит двоих, которых она мечтала убить вот уже много лет — мага и его ученика, убивших её сына и замучивших её саму.
Шелену запирают в подвале, к ней приходят Тайринн и её дружок-оборотень Этвор. Он должен спариться с Шеленой, для пополнения своей стаи. Их ребёнок разодрал бы её изнутри.
К ней приходит Верес и произносит прощальную речь. Через некоторое время она покрошила наручники и сбежала. Верес заговорил металл в комнате, чтобы он стал хрупким и пористым. Вместе они дерутся с врагами, Шелена побеждает старшего мага, которого ненавидела, Верес убивает младшего. Он расколдовывает ворота и снаружи начинается стычка.
Замок рушится, «свои» побеждают. Вереса оправдывает Ковен магов. Лиара, найденная под обломками, как и многие другие, погибает. Шелена с Вересом берут мечи и под жалостливый взгляд Реста уходят на поляну сводить счеты. Через час Шелена возвращается — становится понятно, чем они занимались — она вернулась вся растрепанная, спешно поправляющая одежду, взяла подаренного главою тролльего клана щенка и ушла прочь, зная, что Верес захочет посмотреть на своего ребёнка.

## Герои
- Шелена  - истинный оборотень.
- Верес — маг-практик, специалист широкого профиля, имеет степень магистра по некромантии. Национальность — шаккарец
- Рест — ученик Вереса.
- Мрак — молодой дракон, друг Вереса.
- Вирра — маленькая девочка, наполовину эльфлайне, наполовину человек.
- Храйк — наполовину эльф, менестрель.
- Шалиска — бабка-сплетница из Выселка.
- Карст-э-лат — гном, держит оружейную лавку.
- Морриэль — эльф, главный маг эльфийского двора, однокурсник Вереса по Школе.
- Ллиотарэль — эльфийский правитель, имеющий пристрастие к винесскому салу.
- Делирна — погибшая правительница дриад.
- Тайринн — якобы погибшая возлюбленная Вереса.
- Марен --- маг-практик, бывший друг Вереса, до отлучения, прадедушка Вольхи Редной ( Профессия: Ведьма)
- Лиара --- маг-практик, рыжая бесшабашная особа с веселым и озорным характером,жена Марена, прабабушка Вольхи Редной (Профессия: Ведьма)

## Интересные факты
- В книге Громыко «Верховная ведьма», написанной ранее, упоминается «отражающий щит Вереса» как одно из любимых заклинаний главной героини.
- Беловолосый маг Марен и его рыжеволосая жена Лиара, которых Верес встречает в заброшенной хижине, судя по всему являются предками Вольхи Редной. («Профессия: ведьма»)
- В книге «Верховная ведьма» также упоминаются барельефы в Корт-огл-Элгар, изображающие героев Противостояния: саму Шелену в волчьем обличье, колдующую Лиару, взлетающий над крепостью пульсар — творение Вереса.
- Отличительной особенностью является то, что главной героиней выбрана женщина-оборотень, в традиционном фэнтези однозначно отрицательный персонаж.

## Награды
2-е место в номинации «Крупная форма» на международном фестивале «Звёздный мост» 2005 года.